# 棚村克行
棚村 克行（たなむら かつゆき、1989年8月3日 - ） 日本の男子水球選手。文京区立千駄木小学校、明治大学付属中野中学校・高等学校卒業。筑波大学卒業。ブルボンウォーターポロクラブ柏崎に所属。ポジションはゴールキーパー。

## 人物
- 母の故郷である沖縄県石垣島出身で、里帰りの出産だった[3][4]。父は早稲田大学法学学術院教授で弁護士の棚村政行[3][5]で、兄は元水球日本代表の棚村英行[6]。水球を始めたのは中学1年の時で、2歳年上の兄に憧れたことがきっかけになる[6]。大学3年で兄とともに日本代表を果たした[3]。
- 大学を卒業後、新潟県柏崎市を拠点とするチーム「ブルボンウォーターポロクラブ柏崎」に入団[3]。2012年、2018年の日本選手権優勝に貢献。
- 2015年12月のアジア予選における中国との全勝対決に勝利し、アジア1枠の五輪切符を勝ち取った[3]。2016年リオデジャネイロオリンピックに日本代表として出場するが[7][8]、グループステージで勝利を挙げることができず敗退。
- 2018年7月には大垣市の水球クラブの縁で、志水祐介選手と岐阜中警察署の暴力団対策ポスターのモデルに起用された[9]。
- スキンヘッドと長く伸ばしたヒゲがトレードマークである。